# ستایکووتسه (سوردولیتسا)
ستایکووتسه (به صربی: Stajkovce) یک منطقهٔ مسکونی در صربستان است که در سوردولیکا واقع شده‌است. ستایکووتسه ۱۴۰ نفر جمعیت دارد.